# Mauvaise Passe
Pour plus de détails, voir Fiche technique et Distribution.
Mauvaise Passe est un film français réalisé par Michel Blanc et sorti en 1999. C'est le troisième film de l'acteur-réalisateur.

## Synopsis
Pierre est aspirant écrivain. Il se rend seul à Londres, une métropole qu'il ne connaît pas, prend des notes, les déchire, tente d'écrire un roman. Tom est escort-boy pour dames. Pierre ne le découvre que plus tard, alors que Tom l'a entraîné à son insu dans une soirée, rétribué par deux clientes. Pierre est surpris, choqué mais aussi séduit, parce que cela lui fait peur, parce que c'est à l'opposé de la vie dans laquelle il étouffait. Et comme font souvent les gens qui ont été trop raisonnables, il va aller trop loin.

## Fiche technique
- Titre : Mauvaise Passe
- Réalisation : Michel Blanc
- Scénario : Michel Blanc, Hanif Kureishi et Nick Love
- Durée : 100 minutes
- Sociétés de production : Pathé Films, France 3, Renn Productions
- Genre : comédie dramatique

## Distribution
- Daniel Auteuil : Pierre
- Stuart Townsend (VF : Arnaud Bedouët) : Tom
- Liza Walker (VF : Olivia Dalric) : Kim
- Noah Taylor : Gem
- Frances Barber (VF : Martine Irzenski) : Jessica
- Béatrice Agenin : Catherine
- Stanislas Crevillen : Nicolas (le fils de Pierre)
- Ben Whishaw : Jay
- Heathcote Williams : le père de Ann
- Barbara Flynn (VF : Anne Plumet) : la mère de Kim